# 大沢千秋
大沢 千秋（おおさわ ちあき、1981年11月19日 - ）は、日本の元女性声優。東京都千代田区出身。既婚。旧芸名は桜田 えり（さくらだ えり）。

## 人物
東京都千代田区立和泉小学校、千代田区立今川中学校を経て、東京都立葛飾商業高等学校情報処理科卒業。以前はホーリーピークに所属していた。2006年、結婚し声優業は引退。『魔法先生ネギま!』シリーズの超鈴音役は高本めぐみに交代している。川瀬晶子・松本彩乃と共に、声優ユニットムスメットのメンバーだった。
趣味は歌を歌うこと。特技はバスケットボール、プロレス。

## 出演

### テレビアニメ
- 妄想ビーム（1999年）
- 真・女神転生デビチル（2000年、ベール、ドッペルゲンガー・ベール）
- マイアミ☆ガンズ（2000年、東條ナギサ）
- おとぎストーリー 天使のしっぽ（2001年 - 2003年、ネコのタマミ）- 2シリーズ
- ぷちぷり*ユーシィ（2002年、街娘A）
- セイント・ビースト〜聖獣降臨編〜（2003年、ネコのタマミ）
- SAMURAI 7（2004年、ミヅキ、早亀飛脚）
- 爆裂天使（2004年、同級生B、生徒）
- 流星戦隊ムスメット（2004年、三色翠 / ムスメグリーン）
- あまえないでよっ!!（2005年、女生徒、放送係）
- 魔法先生ネギま!（2005年、超鈴音）
- 砂沙美☆魔法少女クラブ（2006年、森詠美）

### OVA
- KIRARA（2000年、今井きらら）
- ストリートファイターZERO -THE ANIMATION-（2000年、春日野さくら）
- アーリーレインズ（2003年、アリス・ドーソン[4]）

### ゲーム
- 真・女神転生 デビルチルドレン 黒の書・赤の書（2002年、ベール）
- おとぎストーリー 天使のしっぽ（2003年、ネコのタマミ）
- School Days デモムービー（2003年、西園寺世界）
- マジカル☆ユニティー（2003年、クリス）
- MISS EACH OTHER（2004年、クラスメイトA）
- 幕末恋華 新選組（2004年）
- 魔法先生ネギま! 1時間目 お子ちゃま先生は魔法使い!（2005年、超鈴音）
- 魔法先生ネギま! 2時間目 戦う乙女たち!麻帆良大運動会SP!（2005年、超鈴音）
- 魔法先生ネギま! 課外授業 乙女のドキドキビーチサイド（2006年、超鈴音）

### ドラマCD
- KIRARA オリジナル"衝撃波" ドラマ・アルバム「夜明け前」（1998年、今井きらら〈16歳〉）
- おとぎストーリー 天使のしっぽ Drama CD Vol.2（2002年、ネコのタマミ）
- 7SEEDS（2004年、鯛網ちさ）

### ラジオCD
- おとぎストーリー 天使のしっぽ DJ☆CD Edition.1、3（2002年）

### Webテレビ
- まるみえ☆ムスメット（2004年 - 2005年、アニメイトTV）

### DVD
- 魔法先生ネギま! 麻帆良学園中等部2-A:一学期特典DVD 麻帆良学園中等部2-A:入学式
- 魔法先生ネギま! 麻帆良学園中等部2-A:三学期特典DVD 麻帆良学園中等部2-A:二学期終業式
- 魔法先生ネギま! 麻帆良学園中等部2-A:ホームルーム
- 魔法先生ネギま! 麻帆良学園 大麻帆良祭

### バラエティ番組
- 妄想ビーム
- 渋谷でチュッ!（1998年6月12日、テレビ東京）

## ディスコグラフィ

### シングル
| 枚  | 発売日        | タイトル      | 規格品番  | 備考                                                                                  |
| --- | ------------- | ------------- | --------- | ------------------------------------------------------------------------------------- |
| 1st | 1998年5月13日 | Power of Love | PODX-1038 | 収録曲 - 「Power of Love」 - OVA『KIRARA』オープニングテーマ - 「幸せはここにある！」 |

### ミニアルバム
| 枚  | 発売日        | タイトル | 規格品番  |
| --- | ------------- | -------- | --------- |
| 1st | 1999年7月14日 | AQUA     | POCX-2002 |

### その他参加楽曲
| 発売日       | 商品名                             | 歌    | 楽曲                      | 備考                                          |
| ------------ | ---------------------------------- | ----- | ------------------------- | --------------------------------------------- |
| 2003年1月1日 | School Days Prototype              | unity | 「鏡の中のLiar」          |                                               |
| 2004年5月7日 | MISS EACH OTHER OriginalSoundTrack | unity | 「愛のVENUS・恋のWINNER」 | PCゲーム『MISS EACH OTHER』エンディングテーマ |

### キャラクターソング
| 発売日   | 商品名                                                                        | 歌                                   | 楽曲                                              | 備考                                                            |
| 2001年   | 2001年                                                                        | 2001年                               | 2001年                                            | 2001年                                                          |
| -------- | ----------------------------------------------------------------------------- | ------------------------------------ | ------------------------------------------------- | --------------------------------------------------------------- |
| 1月10日  | 真・女神転生デビチル キャラクターズファイル4 ベール                           | ベール（大沢千秋）                   | 「0の丘カラ∞の夢をだいて」 「キット♥キット」      | テレビアニメ『真・女神転生デビチル』関連曲                      |
| 9月29日  | 天使のピクニック                                                              | P.E.T.S.                             | 「天使のピクニック」                              | テレビアニメ『おとぎストーリー 天使のしっぽ』関連曲             |
| 10月30日 | 天使のしっぽ ラジオ体操〜ココロ体操［第一］〜                                 | 守護天使・小学生チーム               | 「天使のしっぽ ラジオ体操〜ココロ体操［第一］〜」 | テレビアニメ『おとぎストーリー 天使のしっぽ』関連曲             |
| 10月30日 | 天使のしっぽ/One Drop                                                         | P.E.T.S.                             | 「天使のしっぽ」                                  | テレビアニメ『おとぎストーリー 天使のしっぽ』オープニングテーマ |
| 12月29日 | おとぎストーリー 天使のしっぽ charactersong & soundtrack 天使のうたごえ vol.1 | ネコのタマミ（大沢千秋）             | 「Adolescence〜背伸びな子ネコ〜」                 | テレビアニメ『おとぎストーリー 天使のしっぽ』関連曲             |
| 2004年   |                                                                               |                                      |                                                   |                                                                 |
| 5月1日   | 出席番号のうた                                                                | 麻帆良学園中等部2-A                  | 「出席番号のうた」                                | テレビアニメ『魔法先生ネギま!』関連曲                           |
| 7月22日  | 魔法先生ネギま! 麻帆良学園中等部2-A 10月:科学と肉まん                         | 科学と肉まん                         | 「恋の面積」 「恋の面積（Remix ver.）」           | テレビアニメ『魔法先生ネギま!』オープニングテーマ               |
| 11月26日 | 愛の閃光                                                                      | ムスメット                           | 「愛の閃光」                                      | テレビアニメ『流星戦隊ムスメット』オープニングテーマ            |
| 12月22日 | ネギま! 麻帆良学園中等部2-A：3学期                                            | 古菲（田中葉月）、超鈴音（大沢千秋） | 「健康一番」                                      | テレビアニメ『魔法先生ネギま!』関連曲                           |
| 2005年   |                                                                               |                                      |                                                   |                                                                 |
| 5月11日  | ハッピー☆マテリアル 4月度：Beloved version                                    | 麻帆良学園中等部2-A                  | 「ハッピー☆マテリアル」                           | テレビアニメ『魔法先生ネギま!』オープニングテーマ               |
| 8月3日   | ハッピー☆マテリアル/輝く君へ〜Peace                                           | 麻帆良学園中等部2-A                  | 「ハッピー☆マテリアル 31人ver.・TVサイズ」        | テレビアニメ『魔法先生ネギま！』最終話オープニングテーマ        |
| 8月3日   | ハッピー☆マテリアル/輝く君へ〜Peace                                           | 麻帆良学園中等部2-A                  | 「輝く君へ〜Peace」                               | テレビアニメ『魔法先生ネギま！』最終話エンディングテーマ        |
| 2006年   |                                                                               |                                      |                                                   |                                                                 |
| 3月29日  | 魔法先生ネギま! 麻帆良学園 大麻帆良祭                                         |                                      |                                                   | テレビアニメ『魔法先生ネギま!』関連曲                           |

### 未音源化楽曲
- Bye Bye Yesterday

### ユニットメンバー
1. ↑  桜田えり、上野みつき
2. 1 2  田中理恵、野川さくら、仁後真耶子、氷上恭子、ゆかな、川澄綾子、千葉紗子、小林晃子、大沢千秋、平野綾、長谷川静香、清水芽衣
3. ↑  千葉紗子、小林晃子、大沢千秋、平野綾、長谷川静香、清水芽衣
4. 1 2  相坂さよ（白鳥由里）、明石裕奈（木村まどか）、朝倉和美（笹川亜矢奈）、綾瀬夕映（桑谷夏子）、和泉亜子（山川琴美）、大河内アキラ（山本杏美）、柿崎美砂（伊藤静）、神楽坂明日菜（神田朱未）、春日美空（板東愛）、絡繰茶々丸（渡辺明乃）、釘宮円（出口茉美）、古菲（田中葉月）、近衛木乃香（野中藍）、早乙女ハルナ（石毛佐和）、桜咲刹那（小林ゆう）、佐々木まき絵（堀江由衣）、椎名桜子（大前茜）、龍宮真名（佐久間未帆）、超鈴音（大沢千秋）、長瀬楓（白石涼子）、那波千鶴（小林美佐）、鳴滝風香（こやまきみこ）、鳴滝史伽（狩野茉莉）、葉加瀬聡美（門脇舞）、長谷川千雨（志村由美）、エヴァンジェリン・A・K・マクダウェル（松岡由貴）、宮崎のどか（能登麻美子）、村上夏美（相沢舞）、雪広あやか（皆川純子）、四葉五月（井ノ上ナオミ）、ザジ・レイニーデイ（猪口有佳）
5. ↑  超鈴音（大沢千秋）、葉加瀬聡美（門脇舞）、四葉五月（井ノ上ナオミ）
6. ↑  三色紅（松本彩乃）、三色翠（大沢千秋）、三色葵（川瀬晶子）
7. ↑  椎名桜子（大前茜）、龍宮真名（佐久間未帆）、超鈴音（大沢千秋）、長瀬楓（白石涼子）、那波千鶴（小林美佐）